# Emma Bell
Emma Jean Bell (Nova Jersey, 17 de dezembro, 1986) é uma atriz norte-americana. Ela é conhecida pelos papéis de Parker O'Neil no filme Frozen de 2010, como Amy na série The Walking Dead e Molly Harper no filme de terror, Final Destination 5. Fez várias participações na televisão, como nas séries Third Watch,  The Bedford Diaries, Law & Order e Supernatural. Ela integrou a segunda e terceira temporadas de Dallas como Emma Brown e também participou da sexta temporada de American Horror Story como Tracy.
Nascida na Nova Jersey, sua mãe era uma produtora do 60 minutos e seu pai trabalhava como cinegrafista para a UPN News 9. Em 6 de outubro de 2018, Emma se casou com o ator Camron Robertson.

## Filmografia

### Filmes
| Ano  | Título                                                      | Papel             | Notas                                                        |
| ---- | ----------------------------------------------------------- | ----------------- | ------------------------------------------------------------ |
| 1993 | United Brethren                                             | Katherine         |                                                              |
| 1999 | Good                                                        | Ferdon            |                                                              |
| 2002 | Scooby-Doo                                                  | Linda Harper      | - Teen Choice Awards - Vencido Personagem Favorita (Comédia) |
| 2003 | The Search for Revenge                                      | Jackie Jersey     |                                                              |
| 2003 | Looney Tunes: Back in Action                                | Green             |                                                              |
| 2004 | Scooby-Doo 2: Monsters Unleashed                            | Linda Harper      |                                                              |
| 2005 | I Kill You                                                  | Marnie Donsey     |                                                              |
| 2006 | From heaven to hell                                         | Lindsey Donell    | - Óscar - Indicado Atriz Favorita (Terror)                   |
| 2007 | Gracie                                                      | Kate Dorset       |                                                              |
| 2007 | New York City Serenade                                      | Melinda           |                                                              |
| 2007 | The Favor (2006)                                            | Jenny             |                                                              |
| 2008 | Death in Love                                               | Jovem garota      | Participação especial                                        |
| 2009 | The revenge                                                 | Alice             |                                                              |
| 2010 | Frozen                                                      | Parker O'Neil     |                                                              |
| 2010 | Elektra Luxx                                                | Eleanore Linbrook |                                                              |
| 2010 | The plague                                                  | Lorde             |                                                              |
| 2010 | Hatchet II                                                  | Parker O'Neil     | Sem créditos                                                 |
| 2011 | Reconstruction                                              |                   | Telefilme                                                    |
| 2011 | Final Destination 5                                         | Molly Harper      |                                                              |
| 2011 | New Romance                                                 | Emma              | Curta-metragem                                               |
| 2012 | You and I                                                   | Jennifer          |                                                              |
| 2012 | Midnight Sun (filme)                                        | Rory Harring      | Telefilme                                                    |
| 2013 | The Amazing World Of Gumball: The Movie                     | Penny Fitzerald   | Voz                                                          |
| 2013 | The Food Ditty                                              | Emma Bee          | - Teen Choice Award - Indicado Gata Trenty Favorita          |
| 2013 | Life Inside Out                                             | Keira             |                                                              |
| 2013 | See You in Valhalla                                         | Faye              |                                                              |
| 2014 | Bipolar                                                     | Anna              |                                                              |
| 2015 | The massacre                                                | Brittany          | Participação Especial                                        |
| 2016 | Friday the 13th                                             | Clay Miller       | Participação Especial                                        |
| 2018 | Teen Titans: The Judas Contract                             | Tara              | Voz                                                          |
| 2018 | The Amazing World Of Gumball 3: The Adventure of Christmas! | Penny Fitzerald   | Voz                                                          |

### Televisão
| Ano         | Título                            | Papel          | Notas                                            |
| ----------- | --------------------------------- | -------------- | ------------------------------------------------ |
| 2004        | Third Watch                       | Pamela Stewart | Episódio: "Sins of the Fathers"                  |
| 2004        | Law & Order: Special Victims Unit | Alison Luhan   | Episódio: "Outcry"                               |
| 2006        | The Bedford Diaries               | Rachel Fein    | 5 episódios                                      |
| 2007        | Law & Order                       | Kirsten Paley  | Episódio: "Talking Points"                       |
| 2009        | Ghost Whisperer                   | Paula Hathaway | Episódio: "Body of Water"                        |
| 2009        | Dollhouse                         | Tango          | Episódio: "Needs"                                |
| 2009        | House                             | Emily          |                                                  |
| 2009        | Supernatural                      | Lindsey        | Episódio: "Free to Be You and Me"                |
| 2010        | The Walking Dead                  | Amy            | Temporada 1: 4 episódios Temporada 3: 1 episódio |
| 2011        | CSI: Miami                        | Jennifer Olsen | Episódio: "Look Who's Taunting"                  |
| 2012        | Arrow                             | Emily Nocenti  | Episódio: "Honor Thy Father"                     |
| 2013        | The Love Dead                     | Jade           |                                                  |
| 2013 - 2014 | Dallas                            | Emma Brown     |                                                  |
| 2014        | World of Madness                  | Beatrice, Anna | Temporada 6: 1 episódio Temporada 7: 3 episódios |
| 2015        | Emma and Josh                     | Emma           |                                                  |
| 2016        | American Horror Story: Roanoke    | Tracy Logan    | Episódio: "Chapter 10"                           |